# Gymnothorax steindachneri
Gymnothorax steindachneri är en fiskart som beskrevs av Jordan och Evermann, 1903. Gymnothorax steindachneri ingår i släktet Gymnothorax och familjen Muraenidae. Inga underarter finns listade i Catalogue of Life.